# Willy Ngumbi Ngengele
Willy Ngumbi Ngengele, M.Afr. (Bujumbura, 13 februari 1965) is een Burundees rooms-katholiek geestelijke en bisschop.
Hij trad binnen in de congregatie van de Witte Paters en werd in 1993 tot priester gewijd. Hij werd in 2007 benoemd tot bisschop van Kindu in Congo-Kinshasa als opvolger van Paul Mambe Mukanga, die in 2004 overleden was. In 2019 werd hij benoemd tot bisschop van het bisdom Goma in Congo-Kinshasa. Hij bleef wel apostolisch administrator voor Kindu in afwachting van de benoeming van een nieuwe bisschop.
Kort na zijn aantreden werd hij geconfronteerd met de Ebola-uitbraak in en rond Goma. Als maatregel legde hij op dat de deelnemers aan de eucharistievieringen vooraf hun handen moeten desinfecteren en elkaar geen handen mogen schudden.